# 北満特別区
北満特別区は、かつては東省特別行政区として知られ、黒竜江省と吉林省の間に位置し、もともとは東清鉄道の付属地域であった。
1896年と1898年、ロシアは「露清密約」と 「旅順・大連租借に関する露清条約」 を通じて中国東北部で鉄道を建設・運営する権利を獲得した。 東省鉄道（東清鉄道と中東鉄道）は西の満州里から始まり、哈爾浜を経由して綏芬河に至り、哈爾浜から長春、瀋陽を経由して大連、旅順に至る南満州支線もある。 日露戦争後、ロシアは長春以南を日本に割譲し、南満州鉄道となった。
1924年、中華民国北京政府は沿線都市の行政権を徐々に取り戻し、省行政区として「東省特別行政区」を設置した。 1932年、日本は中国東北部を占領し、満州国を建国した。
1933年7月1日、旧哈爾浜特別市、哈爾浜市、吉林省浜江市、黒竜江省松埔市局の4局が1つに統合され、哈爾浜特別市が満州国政府の直轄として設立された。
1935年3月、ソ連は東清鉄道を満州国に売却して北満州鉄道と改称し（北満鉄道讓渡協定）、ハルビン特別市を除く東部省特別区は「北満特別区」と改称された。
1935年、満州国政府は北満特別区を廃止し、満州里市と海拉爾区を除く元の北満特別区の土地は隣接する県旗と特別市に編入された。

## 参照
- 東清鉄道
- 東省特別区
- 南満州鉄道附属地